# Toxorhina ochracea
Toxorhina ochracea là một loài ruồi trong họ Limoniidae. Chúng phân bố ở miền Australasia.